# Жигузак
Жигузак (фр. Gigouzac) насеље је и општина у јужној Француској у региону Миди Пирене, у департману Лот која припада префектури Каор.
По подацима из 2011. године у општини је живело 236 становника, а густина насељености је износила 23,81 становника/km². Општина се простире на површини од 9,91 km². Налази се на средњој надморској висини од 220 метара (максималној 376 m, а минималној 210 m).

## Демографија
| 1962. | 1968. | 1975. | 1982. | 1990. | 1999. | 2011. |
| ----- | ----- | ----- | ----- | ----- | ----- | ----- |
| 193   | 204   | 180   | 204   | 211   | 176   | 236   |

График промене броја становника у току последњих година